# Mira Teeman
Mira Teeman, ursprungligen Miriam Teeman, född 10 mars 1926 i Łódź i Polen, död 26 juni 2008 i Stockholm, var en svensk-polsk författare och översättare.

## Biografi
Teeman föddes 1926 i en polsk-judisk familj i Łódź. Fadern Jan Teeman drev tillsammans med sin bror Zygmunt transportfirman Mitranza. Modern Ida Teeman, född Ferszt, ansvarade för hemmet och en pensionatsverksamhet i Sochaczew tillsammans med sin syster Eva Teeman.
I september 1939 kom tyskarna till Łódź. Familjen Teeman bostadshus och  transportfirman konfiskerades och familjen tvångsförflyttades omgående till det som senare blev gettot i Łódź. Efter föräldrarnas död adopterades Mira Teeman och hennes bror Stefan av Chaim Rumkowski, som bland annat drev flera barnhem i gettot. När gettot tömdes sensommaren 1944 deporterades hon och de andra barnen på barnhemmet till Auschwitz. Vid selektionen fördes hon åt sidan som arbetsduglig, medan hennes bror togs direkt till gaskammaren och mördades. Efter ha överlevt flera arbetsläger kom Teeman till koncentrationslägret Bergen-Belsen, där hon insjuknade.
I samband med att Bergen-Belsen befriades av brittiska trupper i april 1945 evakuerades Teeman med de vita bussarna till Malmö. I Sverige hade hon skiftande sysselsättningar, bland annat som laboratorieassistent, bokhandelsassistent och katalogredaktör, fram till 1959. Därefter verkade Teeman som författare och översättare från polska. Senare i livet kom hon att arbeta som tolk. Hon var medlem i Sveriges författarförbund och Svenska PEN.  
Teeman var gift med läkaren Bengt Halden (1928–1979).

### Översättningar
- Marek Hłasko, Snaran och andra noveller, övers. Mira Teeman och Bengt Halden (Stockholm: Bonniers, 1959)
- Dawid Rubinowicz, Davids dagbok (Pamiętnik Dawida Rubinowicza) (Stockholm: Bonniers, 1960)
- Sławomir Mrożek, Elefanten (Słoń) (Stockholm: Bonniers, 1964)
- Jerzy Andrzejewski, Modellen och satyren (Idzie skacząc po górach) (Stockholm: Bonniers, 1966)
- Witold Gombrowicz, Yvonne, prinsessa av Burgund ; Vigseln ; Operett: tre pjäser, övers. Mira Teeman, Göran O. Eriksson och Jan Kunicki (Stockholm: Bonniers, 1968)
- Och skuggorna blir längre: en antologi från krigets Polen, red. Helena Zymler-Svantesson (Staffanstorp: Cavefors, 1972)
- Janusz Korczak, Lille Kung Mattias (Krōl Macius Pierwszy) (Stockholm: Rabén & Sjögren, 1974)
- Stanislaw Lem, Mögelmörkret (Malmö: Bernce, 1975)
- Stanislaw Lem, Det höga slottet: boken om min barndom (Wysoki zamek) (Malmö: Bernce, 1977)
- Stanislav Dygat, Miraklet på Capri (Podróż) (Stockholm: Bromberg, 1978)
- Kazimierz Brandys, I Polen, dvs. ingenstans ... (Nierzeczywistość) (Stockholm: Norstedt, 1979)
- Kazimierz Brandys, Månaderna (Miesia̧ce) (Stockholm: Norstedts, 1985)
- Janusz Korczak, Hur man älskar ett barn (Jak kochać dziecko), övers. Mira Teeman och Ros Mari Hartman (Stockholm: Högskolan för lärarutbildning, 1992)
- Michal Moszkowicz, Nollpunkten (Punkt zero) (Tullinge: Polonica, 1995)

## Priser och stipendier
- 1957 – Albert Bonniers stipendiefond för yngre och nyare författare
- 1957 – Eckersteinska litteraturpriset
- 1960 – Boklotteriets stipendiat
- 1986 – Djerassi foundation, Artist in residence